# 緒方理貢
緒方 理貢（おがた りく、1998年9月22日 - ）は、宮崎県東諸県郡国富町出身のプロ野球選手（外野手、内野手）。右投左打。福岡ソフトバンクホークス所属。

## 経歴

### プロ入り前
小学生から「宮崎西部ボーイズ」で野球を始め、国富町立本庄中学校時代には全国大会に出場した。
高校は京都市右京区の京都外大西高等学校に進学。1年生の夏から左翼手のスタメンとして出場する。3年生の夏の第98回全国高等学校野球選手権京都大会4回戦では、「3番・遊撃手」として出場し、2安打1打点を挙げるも京都文教高等学校に7対8で敗れ、甲子園出場はならなかった。
大学は駒澤大学に進学。1年生の秋から外野手でレギュラーを獲得。2017年、駒澤大学は東都大学野球連盟の2部リーグに降格していたが、秋季リーグで打率3割以上を記録してチームの1部リーグ昇格に貢献する。同期に若林楽人、前田研輝がいる。
2020年10月26日に行われたプロ野球ドラフト会議にて、福岡ソフトバンクホークスから育成ドラフト5巡目指名され、11月26日、支度金300万円、年俸400万円（金額は推定）で契約に合意した。背番号は127。

### ソフトバンク時代
2021年、二軍公式戦での出場は無く、三軍では30試合に出場し、打率.190、9盗塁、5打点の成績を残す。
2022年シーズンは二軍で17盗塁を記録し、ウエスタン・リーグの盗塁王のタイトルを獲得。
2023年、二軍公式戦では50試合の出場で打率.140と前年の成績を下回る。みやざきフェニックス・リーグでは、4試合連続で複数安打を記録するなど、14試合で打率.442と好調だった。
2024年からは、守備位置の登録が内野手から外野手へ変更された。オープン戦では打率5割を超えるなど好調で、3月19日に川村友斗、仲田慶介とともに支配下選手契約を結んだ。背番号は57、推定年俸は700万円となった。3人揃って開幕一軍登録された。最後まで一軍に帯同、86試合に出場し、打率.173、4打点ながら、主に代走、守備固めで、内外野を守れるユーティリティープレイヤーとしてリーグ優勝に貢献した。11月27日に600万円増となる推定年俸1300万円で契約を更改した。

## 選手としての特徴・人物
走攻守のバランスが良く、内野・外野を守れるユーティリティープレイヤー。目標とする選手は周東佑京で、プロ入り後は「周東にも劣らない俊足の持ち主」とも評されている。三振の多さが課題となっていたが、2024年のオープン戦からコンパクトなスイングを心掛けたことで減少し、打撃力も向上した。
自身と同時に支配下登録された元育成選手である川村友斗、仲田慶介とのトリオは「育成三銃士」と呼ばれていた。

## 詳細情報

### 年度別打撃成績
| 年 度     | 球 団        | 試 合 | 打 席 | 打 数 | 得 点 | 安 打 | 二 塁 打 | 三 塁 打 | 本 塁 打 | 塁 打 | 打 点 | 盗 塁 | 盗 塁 死 | 犠 打 | 犠 飛 | 四 球 | 敬 遠 | 死 球 | 三 振 | 併 殺 打 | 打 率 | 出 塁 率 | 長 打 率 | O P S |
| --------- | ------------ | ----- | ----- | ----- | ----- | ----- | -------- | -------- | -------- | ----- | ----- | ----- | -------- | ----- | ----- | ----- | ----- | ----- | ----- | -------- | ----- | -------- | -------- | ----- |
| 2024      | ソフトバンク | 86    | 62    | 52    | 19    | 9     | 1        | 1        | 0        | 12    | 4     | 4     | 1        | 3     | 0     | 7     | 0     | 0     | 10    | 0        | .173  | .271     | .231     | .502  |
| 通算：1年 | 通算：1年    | 86    | 62    | 52    | 19    | 9     | 1        | 1        | 0        | 12    | 4     | 4     | 1        | 3     | 0     | 7     | 0     | 0     | 10    | 0        | .173  | .271     | .231     | .502  |

- 2024年度シーズン終了時

### 年度別守備成績
内野守備
| 年 度 | 球 団        | 一塁  | 一塁  | 一塁  | 一塁  | 一塁  | 一塁     |
| 年 度 | 球 団        | 試 合 | 刺 殺 | 補 殺 | 失 策 | 併 殺 | 守 備 率 |
| ----- | ------------ | ----- | ----- | ----- | ----- | ----- | -------- |
| 2024  | ソフトバンク | 1     | 1     | 0     | 0     | 0     | 1.000    |
| 通算  | 通算         | 1     | 1     | 0     | 0     | 0     | 1.000    |

外野守備
| 年 度 | 球 団        | 外野  | 外野  | 外野  | 外野  | 外野  | 外野     |
| 年 度 | 球 団        | 試 合 | 刺 殺 | 補 殺 | 失 策 | 併 殺 | 守 備 率 |
| ----- | ------------ | ----- | ----- | ----- | ----- | ----- | -------- |
| 2024  | ソフトバンク | 76    | 5     | 0     | 1     | 0     | .981     |
| 通算  | 通算         | 76    | 5     | 0     | 1     | 0     | .981     |

- 2024年度シーズン終了時

### 記録
初記録
- 初出場：2024年3月29日、対オリックス・バファローズ1回戦（京セラドーム大阪）、7回表にアダム・ウォーカーの代走で出場
- 初打席：同上、9回表に山田修義から遊ゴロ
- 初先発出場：2024年4月20日、対オリックス・バファローズ5回戦（福岡PayPayドーム）、「7番・右翼手」で先発出場
- 初安打：同上、2回裏に東晃平から右二塁打[25]
- 初打点：2024年9月14日、対オリックス・バファローズ19回戦（京セラドーム大阪）、6回表に鈴木博志から3点適時三塁打[26]

### 背番号
- 127（2021年[8] - 2024年3月18日）
- 57（2024年3月19日[16] - ）

### 登場曲
- 「Dance Monkey」TONES AND I（2021年）
- 「これ以外 feat. YZERR & Tiji Jojo」BAD HOP（2021年）
- 「Live The Night」 W&W; & Hardwell & Lil Jon（2022年 - ）
- 「crayon」 Fuji taito & Zot on the wave（2022年 - ）
- 「Numb/Encore」リンキン・パーク、ジェイ・Z（2024年）[27]